# Драгиша Дракић
Драгиша Дракић (Котор, 1975) српски је универзитетски професор. Дракић је редовни професор Правног факултета Универзитета у Новом Саду.

## Биографија
Основну школу и гимназију Јован Јовановић Змај завршио у Новом Саду.

### Образовање
Дипломирао на Правном факултету у Новом Саду 1999.
Новембра 1999. године уписао је последипломске студије на Катедри за кривично право Правног факултета у Новом Саду.
Магистарску тезу под називом Мере безбедности обавезног психијатријског лечења у кривичном праву Југославије одбранио је јуна 2003. године пред комисијом у саставу: проф. др Станко Пихлер, редовни професор Правног факултета у Новом Саду (ментор), проф. др Момчило Грубач, редовни професор Правног факултета у Новом Саду, проф. др Иштван Фејеш, ванредни професор Правног факултета у Новом Саду и проф. др Александар Кнежевић, редовни професор Медицинског факултета у Новом Саду.
Докторску дисертацију под називом Неурачунљивост одбранио је на Правном факултету у Новом Саду 2006. године пред комисијом у саставу: проф. др Станко Пихлер, редовни професор Правног факултета у Новом Саду (ментор), проф. др Александар Кнежевић, редовни професор Медицинског факулета у Новом Саду и проф. др Иштван Фејеш, ванредни професор Правног факултета у Новом Саду.

### Радна места
Од јуна 1999. до краја маја 2000. године радио је као судијски приправник у Општинском суду у Новом Саду.
На Правном факултету у Новом Саду 2000. године засновао је радни однос на радном месту сарадника за наставни предмет Кривично право, као асистент приправник.
Одлуком Изборног већа Правног факултета у Новом Саду од марта 2004. године изабран је у звање асистента за ужу научну област кривичноправну и наставни предмет Кривично право.
Одлуком Сената Универзитета у Новом Саду од маја 2007. године, изабран је у звање доцента за ужу научну област кривичноправну и предмет Кривично право на Правном факултету у Новом Саду.
Одлуком Сената Универзитета у Новом Саду од марта 2012. године, изабран је у звање ванредног професора за ужу научну област кривичноправну и предмет Кривично право на Правном факултету у Новом Саду.
Од 1. октобра 2008. године до 30. септембра 2011. године био је Продекан за наставу Правног факултета у Новом Саду.
Од 16. септембра 2011. године до 13. новембра 2014. године вршио је послове Шефа катедре за кривично право и криминологију Правног факултета у Новом Саду.

### Чланство у организацијама и телима
Од 17. априла 2007. године до 1. децембра 2013. године обављао је послове Главног и одговорног уредника научног часописа Зборник радова Правног факултета у Новом Саду.
Од броја 1/2015. године члан је уређивачког одбора научног часописа Facta Universitatis (Law and Politics) Универзитета у Нишу.
Као Продекан за наставу учествовао је, у временском периоду од 1. октобра 2008. године до 30. септембра 2011. године, у раду Наставно-научног већа, Савета, Центра за издавачку делатност Правног факултета у Новом Саду, као и Сената Универзитета у Новом Саду.
Од 27. октобра 2014. године учествује у раду Комисије за обезбеђење и унапређење квалитета наставе, а од 2. новембра 2011. године у раду Већа докторских студија - Јавно право, Правног факултета у Новом Саду.

### Научни рад
Од 17. новембра до 17. децембра 2004. године био је на стручном усавршавању на Правном факултету Универзитета Фридрих Шилер (Friedrich Schiller) у Јени (Jena), Немачка, у својству стипендисте Coimbra Group Hospitality Scheme.
У последњем изборном периоду, од конкурса за избор у звање ванредног професора, објавио је, као аутор или коаутор, 27 научних радова (од тога 17 радова објављених у научним часописима, 4 рада у тематским зборницима међународног значаја штампана у целини, 3 рада са скупова међународног значаја штампана у целини и 1 у изводу, као и 2 рада са националног скупа штампана у изводу) и две монографије. (Иначе, до сада, наиме од почетка наставно-научне каријере на факултету, објавио је укупно око 60 научних радова (укључујући и зборнике са научних скупова), пет књига и једно поглавље у књизи). Одржао је и два предавања по позиву (једно штампано у изводу). Остварио је и велики број менторстава на мастер радовима, два на одбрањеним докторским дисертацијама, био члан комисија за одбрану мастер радова, као и докторских дисертација. Рецензирао је већи број радова за пет различитих научних часописа у земљи, као и пет књига. Био је десетак пута члан комисија за избор у звања наставника односно сарадника на четири различита универзитета у земљи.
У последњем изборном периоду увео је и нови предмет Мере безбедности психијатријског карактера на мастер академским студијама Правног факултета у Новом Саду, и обезбедио одговарајућу литературу за припрему испита из овог предмета.
На основним академским студијама предаје и испитује предмете - Кривично право (општи смер и смер унутрашњих послова), и Кривично извршно право (смер унутрашњих послова). На мастер академским студијама изводи наставу из предмета Неурачунљивост у кривичном прави и Мере безбедности психијатријског карактера, док на докторским студијама држи наставу из предмета Кривично право – продубљени курс (одабране теме) – (с тим у вези, објавио је у последњем изборном периоду књигу Теорија кривичног права – одабране теме, која је уврштена у допунску литературу за припрему материје из наведеног предмета на докторским студијама).
У току 2010. године био је у стручној посети Правном факултету у Љубљани и Правном факултету у Passau (Немачка).
Тренутно учествује на три различита научно-истраживачка пројекта (један је међународног карактера).
Боравио је на Универзитету у Passau (Немачка) 2003. и на Bauhaus универзитету у Вајмару (Немачка) ради усавршавања немачког језика.
Добро влада немачким језиком, на чијој бази углавном и пише своје научне радове, а служи се и енглеским.
Аутор је четири књиге и више од 50 научних радова.

## Одабрана дела

### Књиге
1. Дракић, Драгиша (2005). Мере безбедности психијатријског карактера у кривичном праву Србије. Просвета.
2. Дракић, Драгиша (2007). Неурачунљивост. Школска.
3. Дракић, Драгиша (2010). О кривичној одговорности малолетника. Издавачка књижарница Зорана Стојановића. ISBN 978-86-7543-196-1.
4. Дракић, Драгиша (2014). Кривично право и вештак психијатар. Izdavačka knjižarnica Zorana Stojanovića. ISBN 978-86-7543-282-1.

### Научни радови
1. Дракић, Драгиша (2012). „Заблуда у кривичном праву условљена душевним поремећајем”. Теме. 36 br. 3.
2. Дракић, Драгиша (2012). „Судско утврђивање чињеница у кривичном поступку – успостављање стварности извршеног дела”. Анали Правног факултета у Београду. br. 1.
3. Дракић, Драгиша (2013). „Кривичноправна заштита права на живот који „није вредан живљења“” (PDF). Зборник радова Правног факултета у Новом Саду. XLVII br. 1: 229–244. Архивирано из оригинала (PDF) 09. 12. 2021. г. Приступљено 07. 12. 2018.
4. Дракић, Драгиша (2013). „Биомедицинска технологија, етика и кривично право” (PDF). Зборник радова Правног факултета у Новом Саду. XLVII br. 2: 303–313. Архивирано из оригинала (PDF) 02. 12. 2021. г. Приступљено 07. 12. 2018.
5. Дракић, Драгиша (2015). „О настанку мера безбедности као кривичних санкција”. Анали Правног факултета у Београду. br. 1.
6. Дракић, Драгиша (2013). „Mesto i značaj krivice u novom maloletničkom krivičnom pravu Srbije”. Harmonizacija srpskog i mađarskog prava sa pravom Evropske unije - tematski zbornik.